# Witching Metal
Witching Metal je prvi demo njemačkog thrash metal sastava Sodom objavljen u 1983. godine.

## Popis pjesama
1. "Devil's Attack" - 3:13
2. "Witching Metal" - 3:04
3. "Life from Hell" - 2:52
4. "Poisoned Blood" - 3:15

## Zasluge
- Tom Angelripper - vokali, bas-gitara
- Aggressor - gitara
- Witchhunter - bubnjevi